# Rodrigo Tovar Pupo
Rodrigo Tovar Pupo, alias « Jorge 40 », né à Valledupar le 30 octobre 1950, est un ex-commandant paramilitaire de Colombie. 
Membre des Unités d’autodéfense de Colombie qui se mobilise avec ses hommes le 10 mars 2006 à La Mesa, une ville du département de Cundinamarca, « Jorge 40 » était le commandant du Bloc Nord qui agissait principalement dans les départements de Cesar, Magdalena, Guajira, Atlántico et Santander et est responsable de nombreux massacres et séquestrations dans ces départements pendant 12 ans. « Jorge 40 » a avoué environ 600 crimes lorsqu’il fut soumis au procès de Justice et de Paix pour un massacre sur 40 pécheurs dans la Ciénaga. Le 13 mai 2008, il est extradé aux États-Unis pour un délit de trafic de drogues.

## L'ordinateur de Jorge 40
Un ordinateur portable a été saisi au nom de « Don Antonio » qui est un homme de confiance de Tovar. Cet ordinateur contient les informations de près de 550 assassinats ainsi que des liens avec la classe politique avec laquelle a commencé en 2006 le scandale de la parapolitique. Avec le pacte de Ralito, l’ordinateur de Jorge 40 à amener la détention de quelques congressistes syndiqués en liens avec les groupes paramilitaires. 

## Accusations
Il est accusé d’avoir dévié des fonds du secteur de la santé pour financer le Bloc Nord et pour encourager les candidatures de différents hommes politiques de la région qui commandent en intimidant la population. Aussi, le gouvernement des États-Unis l’accuse de trafic de drogues et a demandé son extradition. Tovar nie sa participation dans l’affaire citée.
La justice colombienne lui attribue 1 573 assassinats. Il a été exclu du programme « Justice et paix » pour n’avoir rien révélé des actes commis sous ses ordres et son désintérêt total pour leurs victimes.

## Famille
Son fils, Jorge Rodrigo Tovar, est nommé en 2020 par le président Iván Duque au poste de Coordinateur des victimes du conflit armé, au sein du ministère de l’Intérieur. Cette nomination a suscité des critiques, Jorge Rodrigo Tovar défendant publiquement son père, le considérant comme un « prisonnier politique aux États-Unis » et un « héros ». Le député Inti Asprilla (Alliance verte) s'est ainsi questionné : « comment va être résolu le conflit d’intérêt : par exemple quand se présenteront à son bureau des victimes de son père ? »